# ستیدیل
ستیدیل (انگلیسی: Cetiedil) یک گشاد کنندهٔ عروق و یک عامل ضد داسی است.